# Rossella Brescia
Rosa Brescia, detta Rossella (Martina Franca, 20 agosto 1971), è una ballerina, conduttrice televisiva, conduttrice radiofonica, modella e attrice italiana.

## Biografia

### Carriera artistica

#### Inizi
Nel 1992 partecipa e vince il titolo Miss Sorriso Puglia valevole per le selezioni di Miss Italia 1992 dove partecipa come riserva, ed è solista nello spettacolo teatrale Attila. Due anni dopo, esordisce in televisione nello spettacolo Tutti a casa condotto da Pippo Baudo. Nello stesso anno, dopo aver conseguito la maturità classica, si diplomata con il massimo punteggio all'Accademia nazionale di Danza di Roma.
Negli anni successivi si divide tra teatro e televisione, dove lavora come ballerina in diverse trasmissioni (tra cui Cuori e denari, condotto da Alberto Castagna, Un disco per l'estate, condotto da Paola Barale e Gerry Scotti, entrambi su Canale 5 e Gran Casinò condotto da Lino Banfi e Ramona Badescu su Rai 1), ma raggiunge il successo nel 1997 diventando prima ballerina a Buona Domenica (terrà il ruolo per tre edizioni). Nel 1999 recita in uno spot pubblicitario per il produttore di orologi Tissot, ispirato ad una scena del film True Lies di James Cameron.

#### Anni 2000
Dal 2001 al 2003 partecipa al talent show Saranno Famosi, in seguito denominato Amici di Maria De Filippi, come selezionatrice e istruttrice dei giovani artisti. Nel 2004 esordisce come attrice televisiva, prendendo parte a un episodio della fiction di Rai 1 Don Matteo 4 dal titolo I volteggi del cuore.
Nel 2003 ha posato nuda per il calendario sexy della rivista Max dell'anno 2004 (foto di Fabrizio Ferri); tuttavia nel 2020 in un'intervista al programma televisivo Vieni da me, dichiarò di essersi "pentita" di aver aver fatto un calendario. Dal 2004 al 2010 è conduttrice del programma comico Colorado su Italia 1 accompagnata da un diverso co-conduttore nelle varie stagioni. Nel 2006 entra a far parte del cast del programma mattutino di radio RDS, Tutti pazzi per RDS, insieme con Joe Violanti e Max Pagani; nello stesso anno è componente di giuria in Miss Italia su Rai 1. Nell'estate 2007 conduce con Giampiero Ingrassia la striscia quotidiana Matinée in onda su Rai 2.
Nell'inverno 2008 fa parte del Bagaglino, partecipando come primadonna, insieme a Nina Morić e Aída Yéspica, allo show di Canale 5 Gabbia di matti. Nel giugno del 2008 presenta Wind Music Awards con Cristina Chiabotto. Il 22 dicembre 2009 conduce la puntata pilota del programma di Italia 1 Ciccia è bella (che poi non ha sviluppi successivi nonostante i buoni ascolti), mentre il 25 dicembre 2009 presenta il concerto di Natale del tenore Andrea Bocelli, in onda su Italia 1.

#### Anni 2010
Nel gennaio del 2010 affianca i comici Andrea Pucci e Gianluca Impastato nella conduzione della puntata pilota del programma I Love My Dog. Nel maggio 2011 ha condotto insieme con il Mago Forest il reality show Uman - Take Control! in onda su Italia 1. Nell'autunno 2011 è giurata nel nuovo talent show Baila! condotto da Barbara d'Urso su Canale 5 sotto la direzione artistica di Roberto Cenci. Nella primavera 2012 recita nella fiction di Canale 5 Benvenuti a tavola - Nord vs Sud.
Dal 5 marzo 2012 conduce Takeshi's Castle su Boing e Cartoon Network. Nel maggio 2012 è stata una dei concorrenti del nuovo talent-vip di Rai 1 Punto su di te! condotto da Elisa Isoardi e Claudio Lippi. Il 10 luglio 2012 ha condotto la serata finale del nuovo reality show di Italia 1 Mammoni - Chi vuol sposare mio figlio. Il 20 luglio 2012 ha condotto su SKY il Premio Barocco insieme con Attilio Romita. Nell'autunno 2014 passa a La5, su cui conduce la seconda edizione del talent show culinario The Chef. Il 25 maggio 2016 torna in TV a esibirsi alla Bocelli & Zanetti Night in coppia con Gabriele Rossi.

## Vita privata
Si è sposata nel 2000 con il regista televisivo Roberto Cenci, da cui si è separata nel 2008. Qualche anno dopo si è legata sentimentalmente al coreografo Luciano Mattia Cannito, con cui la storia è terminata nel 2024.

## Curiosità
- Nel 2008 ha rivelato di aver rifiutato di recitare per il regista Giuseppe Tornatore nel ruolo della protagonista femminile del film Malèna (uscito nel 2000), ruolo ricoperto poi da Monica Bellucci[15][16].

## Programmi televisivi
- Tutti a casa (Rai 1, 1994) ballerina
- Gran Casinò (Rai 1, 1995) ballerina
- Un disco per l'estate (Canale 5, 1995) ballerina
- Cuori e denari (Canale 5, 1995) ballerina
- Viva l'Italia (Canale 5, 1997) ballerina
- Viva le italiane (Canale 5, 1997) ballerina
- Sotto a chi tocca (Canale 5, 1997) ballerina
- Buona Domenica (Canale 5, 1997-2002) ballerina
- C'è posta per te (Canale 5, 2000-2002) inviata
- Amici di Maria De Filippi (Canale 5, 2001-2003) insegnante di ballo e ballerina
- La notte dei Campioni (Rai 2, 2004)
- Colorado Cafè (Italia 1, 2004-2010)
- Matinée (Rai 2, 2007)
- Gabbia di matti (Canale 5, 2008)
- Wind Music Awards (Italia 1, 2008)
- Miss Muretto (Italia 1, 2008) giurata
- Ciccia è bella (Italia 1, 2009)
- My Christmas (Italia 1, 2009)
- I love my dog (Italia 1, 2010)
- Buddy, il mio migliore amico (Italia 1, 2011)
- Uman - Take control! (Italia 1, 2011)
- Baila! (Canale 5, 2011) giurata
- Takeshi's Castle (Cartoon Network, 2012) commentatrice
- Mammoni - Chi vuole sposare mio figlio? (Italia 1, 2012)
- Premio Barocco (Viva l'Italia Channel, 2012)
- The Chef (La5, 2014)
- Capodanno con Gigi D'Alessio (Canale 5, 2016-2017)
- Piccoli giganti (Real Time, 2017) coach
- Festival di Castrocaro (Rai 1, 2017)
- RDS Academy (Real Time, 2017-2018)
- Prodigi - La musica è vita (Rai 1, 2019) giudice
- #Aperistorie (LA7, 2020-2021)
- Trova l'amore live (Real Time, 2020)
- RDS Summer Festival (TV8, 2025)

## Web Tv
- Mooney Show (Mediaset Play, 2021)

## Radio
- Tutti pazzi per RDS (RDS, dal 2006)
- RDS Summer Festival (RDS, dal 2024)

## Filmografia

### Cinema
- Tutta un'altra vita, regia di Alessandro Pondi (2019)

### Televisione
- Don Matteo, regia di Andrea Barzini e Giulio Base (2004) cameo
- Così fan tutte, regia di Gianluca Fumagalli (2009) cameo
- Benvenuti a tavola - Nord vs Sud, regia di Francesco Miccichè (2012)
- Vita da Carlo, regia di Carlo Verdone e Arnaldo Catinari (2021) cameo episodio 10
- Il Santone - #lepiùbellefrasidiOscio, regia di Laura Muscardin - serie TV (2022-2024) per Raiplay
- Giustizia per tutti, regia di Maurizio Zaccaro, puntata 1 (2022)
- La vita che volevi, regia di Ivan Cotroneo – serie TV, episodi 1x03-1x04 (2024)

### Cortometraggi
- 2 novembre, regia di Leonardo Godano e Simone Godano (2002)
- Corri Giulio corri, regia di Giacomo Farano (2015)
- Passi d'Amore, regia di Fabio Matacchiera (2020)

### Videoclip
- Corre più di noi di Gianni Morandi (2005)
- Guardarti dentro di Alexia (2008)
- Bella di Gianmarco Fraska (2014)

### Pubblicità
Tissot (1999) 

Eurospin (2020-2021)

### Doppiaggio
- Transformice (2010) - Voce di Cappotto
- Savva (2017) - Voce della mamma di Savva
- Show Dogs - Entriamo in scena (2018) - Voce di Rossella
- Toy Story 4 (2019) - Voce della ballerina volante

## Teatro
- Attila (1992)
- La Signora di mezza età (1995)
- Isso essa e o' malamente (1995)
- Birra Flash, con Sandro Massimini (1995)
- Ragioniè, voi dovete ragionà (1995)
- Luci del Varietà (1996-1997)
- Viva L'Italia (1996-1997)
- Riuniti per l'Abruzzo (2009)
- La Carmen Medea Cassandra II Processo (2009-2016)
- Amarcord (2013-2016)
- Belle ripiene (2018)
- Billy Elliot - Il musical (2023-2024)

## Calendari
- 2004 – Calendario Max (foto di Fabrizio Ferri)[4]